# Alfred Drake
Alfred Drake (Bronx, 7 de outubro de 1914 - Nova Iorque, 25 de julho de 1992) foi um ator e cantor estadunidense. Depois de sua aparição universalmente aclamada como Curly em Oklahoma! em 1943, Drake passou a estrelar os elencos originais de outros musicais de sucesso da Broadway como Kiss Me, Kate em 1948 e Kismet em 1953, além do revival de 1973 de Gigi e muitos outros shows. Kismet também lhe rendeu o Tony Award.